# 1998年人権法
1998年人権法（1998ねんじんけんほう、英語: Human Rights Act 1998）は、イギリスの法律。欧州人権条約に従い、裁判所による、公的機関における人権保障を規定し、イギリスの憲法の一部を構成する。

## 概要
1951年、イギリスは欧州人権条約を批准した。イギリスの憲法は成文憲法ではないが、1966年に英国が個人に欧州人権委員会への申し立てを認め、欧州人権裁判所での敗訴例が増え始めるに従い確立された人権保障制度の必要性や、権利の章典（人権規定）の必要性も認識されるようになった。そこで、欧州人権条約の国内実施法として、労働党政権下で1998年に人権法が制定された。

## 議論
欧州人権条約によりストラスブール（にある欧州人権裁判所）の判決に拘束されてイギリスの主権が守られないという批判が保守党などの右派を中心にある。2021年12月14日、イギリス政府は法律の改革案を発表した。
人権の具体的なリストを法律に書き込むべきでないという意見もある。

## 和訳
- 『イギリス憲法典 : 1998年人権法』 田島裕 訳著（信山社）ISBN 9784797217872